# Fabriciana suffusa
Fabriciana suffusa är en fjärilsart som beskrevs av Schnaider 1950. Fabriciana suffusa ingår i släktet Fabriciana och familjen praktfjärilar. Inga underarter finns listade i Catalogue of Life.